# Magie de rue

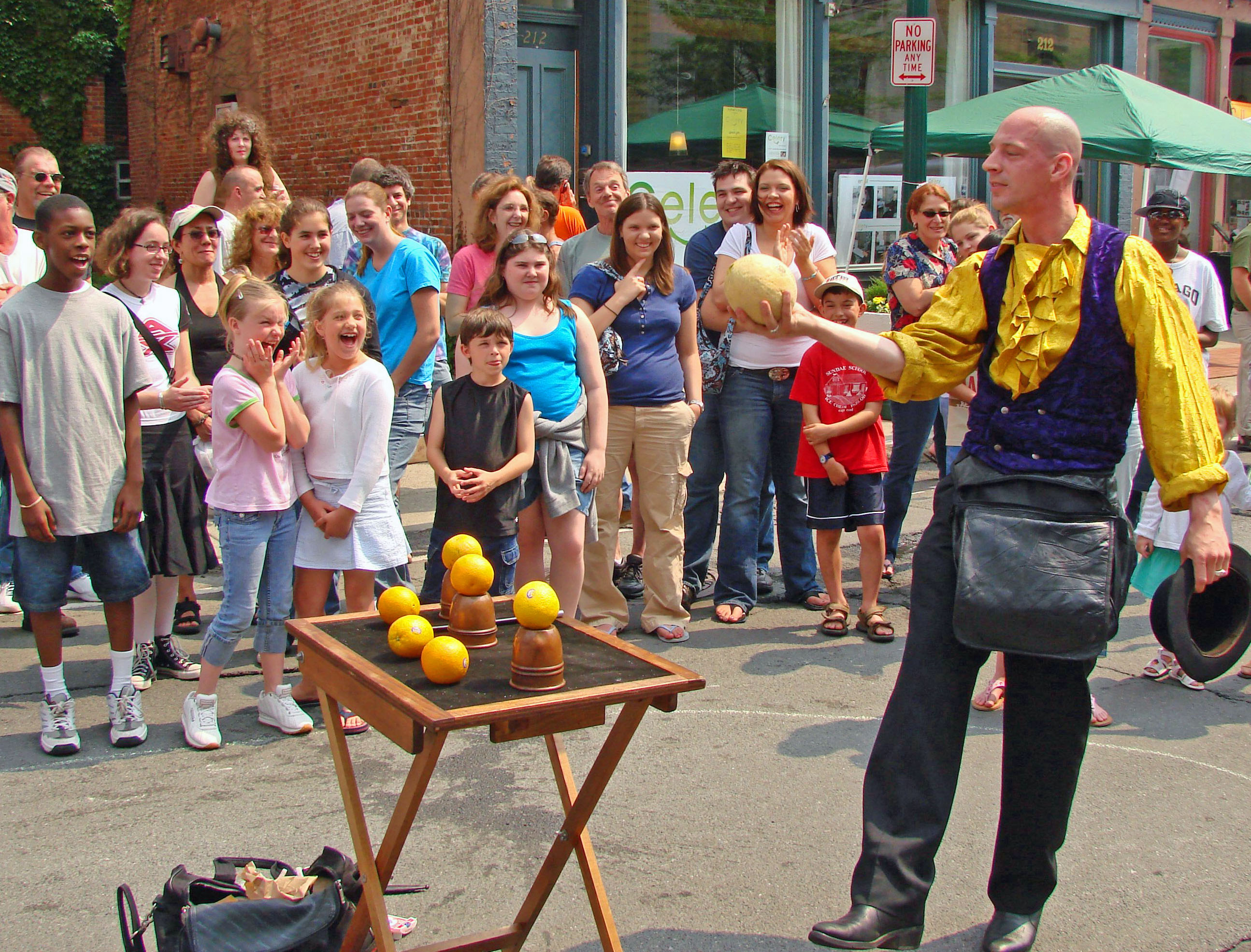
Un illusionniste de rue réalisant un tour.

La magie de rue (en anglais : street magic) désigne un genre d'illusionnisme où les tours sont réalisés dans la rue devant des passants, par opposition à sur une scène (stage magic) .
Le but peut être d'obtenir des dons auprès des passants, ou alors de réaliser des tours avec un niveau de difficultés plus importants (par la présence d'un public proche et entourant l'illusionniste). Dans ce dernier cas, le terme utilisé est « magie de guerilla » (guerilla magic).
L'illusionniste américain Jeff Sheridan (en) est considéré comme l'un des magiciens de rue les plus éminents aux États-Unis. Il est l'auteur du livre Street Magic (1977). L'américain David Blaine est également reconnu pour la magie de rue. On peut considérer que Dynamo est une référence dans la magie de rue autrement appelée "Street magie", en 2011 il crée une émission de magie de rue  Dynamo : magicien de l'impossible.